# Atarsaphis agrifoiae
Atarsaphis agrifoiae är en insektsart. Atarsaphis agrifoiae ingår i släktet Atarsaphis och familjen långrörsbladlöss. Inga underarter finns listade i Catalogue of Life.